# Grant Main
Gerald Grant Main (* 11. Februar 1960 in Victoria) ist ein ehemaliger kanadischer Ruderer.
Mains erster großer internationaler Auftritt war bei den Weltmeisterschaften 1983, als er mit dem kanadischen Achter den achten Platz belegte. 1984 trat der kanadische Achter mit Blair Horn, Dean Crawford, Michael Evans, Paul Steele, Grant Main, Mark Evans, Kevin Neufeld, Patrick Turner und Steuermann Brian McMahon an. Bei den Olympischen Spielen 1984 belegten die Kanadier im ersten Vorlauf den zweiten Platz hinter den Neuseeländern und qualifizierten sich im Hoffnungslauf mit einem zweiten Platz hinter den Australiern für das Finale. Im Finale siegten die Kanadier mit vier Zehntelsekunden vor dem US-Achter, die Bronzemedaille gewannen mit zwei Sekunden Rückstand die Australier vor den Neuseeländern.
1985 belegte Main zusammen mit T. Gibbon, Dean Crawford und Kevin Neufeld im Vierer ohne Steuermann den fünften Platz bei den Weltmeisterschaften. 1986 in Nottingham erreichten Patrick Turner, Paul Steele, Kevin Neufeld und Grant Main als Vierte das Ziel, nachdem die vier Kanadier vier Wochen zuvor bereits bei den Commonwealth Games 1986 in Edinburgh gewonnen hatten. 1987 kehrten die vier Ruderer zurück in den kanadischen Achter und belegten den fünften Platz bei den Weltmeisterschaften in Kopenhagen. Zum Abschluss seiner Karriere erreichte Main mit dem kanadischen Achter das Olympiafinale 1988 und belegte in Seoul den sechsten Platz.
Der 1,89 m große Main schloss ein wirtschaftswissenschaftliches Studium an der University of Victoria ab. Seit den frühen 1990er Jahren ist er in Ministerien der Provinz British Columbia tätig.